# Padang Bulan Selayang II
Padang Bulan Selayang II is een bestuurslaag in het regentschap Medan van de provincie Noord-Sumatra, Indonesië. Padang Bulan Selayang II telt 20.855 inwoners (volkstelling 2010).